# Bernd Schlegel
Bernd Schlegel (* 19. Januar 1972 in München) ist ein deutscher Filmeditor.

## Leben und Wirken
Bernd Schlegel ist seit Anfang der 1990er Jahre nach einem Praktikum beim Filmschnitt tätig, die ersten Jahre noch als Schnittassistent. 2006 wurde er zusammen mit Hansjörg Weißbrich mit dem Filmplus Schnitt-Preis für den Spielfilm Requiem geehrt und für den Deutschen Filmpreis (Bester Schnitt) vorgeschlagen. In den Jahren 2016 und 2019 war er für den Deutschen Fernsehpreis (Bester Schnitt) nominiert.
Schlegel ist Mitglied der Deutschen Filmakademie und im Bundesverband Filmschnitt Editor e. V. (BFS). Er lebt in München.

## Filmografie (Auswahl)
- 2001: Die Scheinheiligen
- 2003: Der Job seines Lebens
- 2004: Aus der Tiefe des Raumes
- 2006: Dresden
- 2006: Requiem
- 2007: Das gefrorene Meer (Kurzfilm)
- 2008: Das Wunder von Berlin
- 2008: Mogadischu
- 2009: Maria, ihm schmeckt’s nicht!
- 2010: Die Grenze
- 2011: Dschungelkind
- 2011: Tatort: Schwarze Tiger, weiße Löwen (Fernsehreihe)
- 2012: Spreewaldkrimi: Feuerengel
- 2013: Unsere Mütter, unsere Väter
- 2013: Und morgen Mittag bin ich tot
- 2014: Rico, Oskar und die Tieferschatten
- 2014: Die Spiegel-Affäre
- 2015: Nackt unter Wölfen
- 2016: Mitten in Deutschland: NSU – Teil 3: Die Ermittler – Nur für den Dienstgebrauch (Fernsehreihe)
- 2016: Ein starkes Team: Nathalie
- 2016: Das Geheimnis der Hebamme
- 2017: Das Verschwinden
- 2017: Der 7. Tag
- 2017: Whatever Happens
- 2018: Parfum (Fernsehserie)
- 2018–2019: Der Zürich-Krimi (Fernsehreihe):
  - 2018: Borchert und die letzte Hoffnung
  - 2018: Borchert und die Macht der Gewohnheit
  - 2019: Borchert und die mörderische Gier
  - 2019: Borchert und der Sündenfall
- 2019: Mein Lotta-Leben – Alles Bingo mit Flamingo!
- 2021: Die Diplomatin – Mord in St. Petersburg
- 2021: Wir Kinder vom Bahnhof Zoo (Fernsehserie, 8 Folgen)
- 2023: Mordach – Tod in den Bergen (Fernsehzweiteiler)
- 2023: Die Diplomatin – Vermisst in Rom
- 2024: Wir für immer